# Cymindis alternans alternans
Cymindis alternans alternans é uma subespécie de insetos coleópteros pertencente à família Carabidae.
A autoridade científica da subespécie é Rambur, tendo sido descrita no ano de 1837.
Trata-se de uma subespécie presente no território português.